# Route 27 (Manitoba)
La Route 27 (PTH 27), aussi connue comme la Parkdale Road est une très courte route provinciale au Manitoba. Elle relie la route 8 à la route 9 près de Parkdale.
Avec les routes 49 et 57, la route 27 est l'une des plus courtes routes du réseau provincial. À l'inverse des deux autres routes, lesquelles portent le numéro de la route de Saskatchewan qu'elles prolongent au Manitoba, la route 27 sert de lien entre deux routes provinciales de la région métropolitaine de Winnipeg.

## Description du tracé
La route 27 débute à Parkdale à une intersection avec la route 8. Elle se dirige vers le sud-est et atteint la route 9, où elle prend fin. La route se prolonge vers le nord-est comme route 238.

## Intersections majeures
| Division              | Ville    | km   | Destinations                                                                                               | Notes                                |
| --------------------- | -------- | ---- | --- | ------------------------------------ |
| No. 13                | Parkdale | 0,00 | PTH-8 (McPhilipps Street) – Winnipeg, Gimli                                                                |                                      |
| No. 13                | Parkdale | 0,90 | Aviation Boulevard – Aéroport de St. Andrews                                                               |                                      |
| No. 13                |          | 2,80 | PTH-9 (Main Street) – Selkirk, Winnipeg PR 238 nord (River Road) – Lockport, Parc provincial de River Road | La PTH-27 est devient la PR 238 nord |
| - Transition de route |          |      | |                                      |